# Takuma Abe
Takuma Abe (jap. 阿部 拓馬 Abe Takuma; ur. 5 grudnia 1987) – japoński piłkarz występujący na pozycji napastnika. Obecnie występuje w FC Ryukyu.

## Kariera klubowa
Od 2010 roku występował w klubach Tokyo Verdy, Aalen, Ventforet Kōfu i FC Tokyo.